# Lasiochalcidia melanaria
Lasiochalcidia melanaria är en stekelart som först beskrevs av Cameron 1905.  Lasiochalcidia melanaria ingår i släktet Lasiochalcidia och familjen bredlårsteklar. Inga underarter finns listade i Catalogue of Life.